# Oporinia rittichi
Oporinia rittichi är en fjärilsart som beskrevs av Dioszeghy 1930. Oporinia rittichi ingår i släktet Oporinia och familjen mätare. Inga underarter finns listade i Catalogue of Life.